# Anadara biangulata
Anadara biangulata is een tweekleppigensoort uit de familie van de Arcidae. De wetenschappelijke naam van de soort werd voor het eerst geldig gepubliceerd in 1833 door George Brettingham Sowerby I.